# Veruno
Veruno là một đô thị ở tỉnh Novara ở vùng Piedmont của Ý, tọa lạc cách 100 km về phía đông bắc của Torino and about 30 km về phía bắc của Novara. Tại thời điểm ngày 31 tháng 12 năm 2004, đô thị này có dân số 1.722 người và diện tích là 10,2 km².
Đô thị Veruno có các frazione (đơn vị trực thuộc) Revislate.
Veruno giáp các đô thị: Agrate Conturbia, Bogogno, Borgo Ticino, Borgomanero, Comignago, và Gattico.